# تئاتر فورد

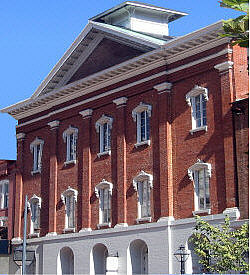
تئاتر فورد در واشینگتن دی.سی.

تئاتر فورد (به انگلیسی: Ford's Theatre)، تئاتری تاریخی در واشینگتن دی.سی. است که از اوایل دههٔ ۱۸۶۰ نمایش‌های زیادی در آن اجرا شده‌است. هم‌چنین این تئاتر مکان ترور آبراهام لینکلن، شانزدهمین رئیس جمهور وقت ایالات متحده در ۱۴ آوریل ۱۸۶۵ است. پس از آن‌که آبراهام لینکلن به شدت مجروح شد، او را به خانهٔ پترسون منتقل کردند که صبح روز بعد در همان خانه درگذشت.
بعداً تئاتر تبدیل به یک انبار و یک ساختمان اداری شد. در ۱۹۶۸ تئاتر بازسازی شد و دوباره گشایش یافت. در طول دههٔ ۲۰۰۰ تئاتر دوباره بازسازی شد و در ۱۲ فوریهٔ ۲۰۰۹، مصادف با دویستمین سالگرد تولد آبراهام لینکلن افتتاح شد.
از خانهٔ پترسون و تئاتر فورد تواماً تحت عنوان مکان ملی تاریخی تئاتر فورد حفاظت و نگه‌داری می‌کنند.